# Филиппины на летних Олимпийских играх 1964
Филиппины принимал участие в Летних Олимпийских играх 1964 года в Токио (Япония) в девятый раз за свою историю, и завоевал одну серебряную медаль.

## Серебро
Бокс, мужчины, очень лёгкий вес — Энтони Вильянуэва.